# شکسته‌نستعلیق

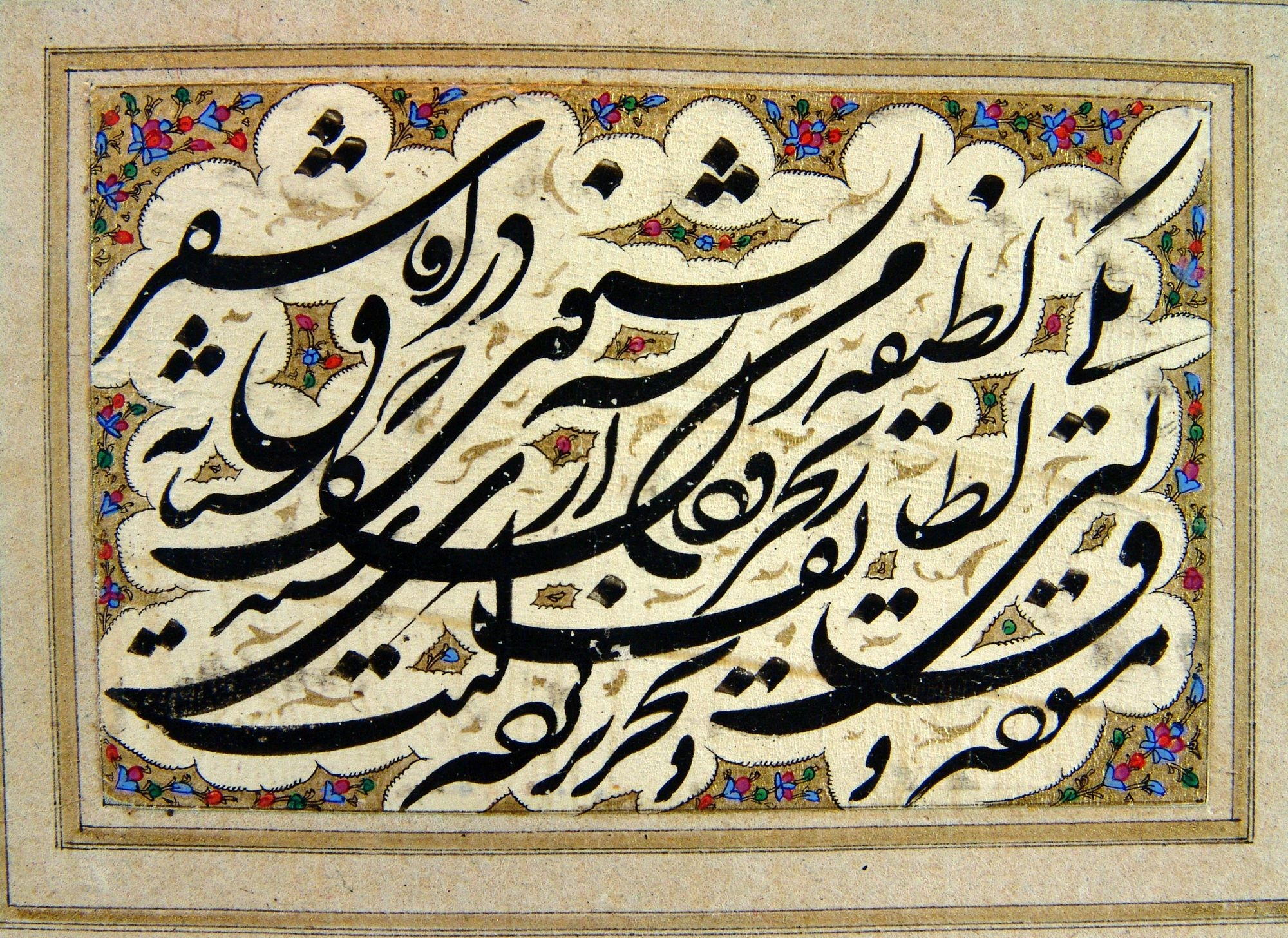
نمونه‌ای از خط شکسته‌نستعلیق اثر سید علی‌اکبر گلستانه

اثری از اسرافیل شیرچی (شعر از خیام نیشابوری)

شکسته‌نستعلیق از جدیدترین خطوط و زیباترین و سومین گونه از خوشنویسی ایرانی است که در اوایل سده یازدهم هجری قمری ابداع شد. چون بیشتر شکل‌های آن از شکستن و رها کردن خط نستعلیق گرفته شده بود به نام شکستهٔ نستعلیق شهرت یافت. این خط را می‌توان ایرانی‌ترین خط از میان خطوط مختلف خوشنویسی اسلامی دانست.
خط شکسته نستعلیق از طرفی حاوی جزئیاتی از خط تعلیق است که در تندنویسی به کار کاتب می‌آید. در واقع خط شکسته پلی است میان روانی و تندنویسی تعلیق و ظرافت و زیبایی نستعلیق.

## پیدایش و سیر تحول
در اواسط قرن هشتم هجری خوشنویسی ایرانی قدم در یکی از عالی‌ترین دوره‌های خود گذاشت و سه قلم از خطوط ایرانی یعنی «تعلیق»، «نستعلیق» و «شکسته نستعلیق» بر جریدهٔ ایام جلوه‌گر شدند. خطوطی که اگر چه الفبای آن برگرفته از الفبای عربی است، اما آثار آن را باید از ابداعات خاص ایرانیان دانست.
قرن هشتم و نهم هجری در هرات از بهترین دوره‌های رشد خوشنویسی به‌شمار می‌آید و این هنر بزرگ پارسی در تمام مجامع و موسسات علمی مورد توجه بوده، شاهان و شاهزادگان به آن نظر ویژه‌ای داشته‌اند تا آنچه که خط نویسان و خط شناسان بسیاری را در دربار خویش جلب کرده و آنان را ترغیب و تشویق شایسته می‌نمودند. چنانچه در احوال بعضی از هنرمندان آمده حتی جایزه‌های بسیار بزرگ و با ارزش را برای هنرمندان منظور می‌کردند و از علاقه‌مندی آنان بدین هنر این بس که تعدادی از شاهان و بزرگان خود از خوشنویسان صاحب نام بوده‌اند. آثار بجا مانده از آنان خود دلیل و مدرک بارزی بر این مدعا است. در چنین بستری حط شکسته نستعلیق پا به عرصه وجود گذاشت.
عده‌ای «مرتضی قلی خان شاملو» حاکم هرات و برخی دیگر «محمد شفیع هروی» معروف به «شفیعا» را ابداع کنندهٔ این خط دانسته‌اند. مرحوم عبدالمحمدخان ایرانی مؤلف کتاب «پیدایش خط و خطاطان» عقیده دارد که که شکسته نستعلیق در زمان صفویه به وجود آمد و مرتضی قلی خان شاملو آن را از نستعلیق رویاند. همچنین اذعان می‌دارد که میرزا شفیعا هراتی (یا همان محمد شفیع هروی) از خوشنویسان این قلم که منشی مرتضی قلی خان بوده‌است آن را تکمیل نموده‌است. در نیمهٔ دوم سده دوازدهم «درویش عبدالمجید طالقانی» شکستهٔ نستعلیق را به اوج تکامل رسانید. او اهل طالقان بود، درجوانی به اصفهان رفت و بسیار زود در سن ۳۵ سالگی چشم از جهان بست.
شیوه شکسته‌نویسی از زمانی که در نیمه دوم قرن ۱۲ درویش عبدالمجید طالقانی این خط را به کمال رساند و آن را قانونمند نمود، و تا به امروز همان مکتب و شیوه قابلیت خود را حفظ کرده‌است.
بعد از درویش عبدالمجید طالقانی از شکسته نویسان مهم دوره قاجار می‌توان از میرزاحسن اصفهانی، محمدرضا اصفهانی، میرزا کوچک اصفهانی، محمدعلی شیرازی و نهایتاً سید علی اکبر گلستانه را نام برد که پل ارتباطی بود بین نسل گذشته با دوران معاصر. میرزا غلامرضا اصفهانی شکسته را بسیار نزدیک به درویش می‌نوشت و از سید گلستانه آثار درخور توجهی در خط شکسته نستعلیق باقی مانده‌است.
در سال ۱۲۸۰ خورشیدی (۱۳۱۹ قمری) پس از مرگ ناگهانی سید گلستانه در چهل و پنج سالگی، رکود طولانی و عظیمی در پیشرفت این خط رخ داد و این رکود تا سال ۱۳۵۰ خورشیدی ادامه یافت و تا آن سال اغلب خوشنویسان با یک دیدگاه سلیقه‌ای و غیراصولی به این خط می‌پرداختند. در سال ۱۳۵۰ دوباره حرکت عظیمی در این امر انجام گرفت و خوشنویسان با تهیه عکس‌ها و فتوکپی‌هایی که در دسترس بود، این خط زیبا را به جریان انداختند. استادان یدالله کابلی خوانساری، محمدحسین عطارچیان، غلامرضا مشعشعی و مجتبی ملک‌زاده در این میان نقش مهمی را ایفا کردند.استاد غلامرضا مشعشعی ، استاد محمدحسین عطارچیان و استاد یدالله کابلی خوانساری بیش از یک دهه از سال ۱۳۵۰، به آموزش خط شکسته‌نستعلیق در انجمن خوشنویسان ایران پرداخته‌اند.
و همچنین میتوان به چند تن از استادان برجسته خط شکسته نستعلیق ایران که دارای نشان درجه یک هنری هستند اشاره کرد استادان :
محمد حیدری ، بهادر پگاه ، ذبیح الله لولویی مهر ، رضا امینی ، میثم سلطانی ، ... اشاره کرد

## ویژگی‌ها
خط شکسته در بدو پیدایش به‌طور کلی در پاسخ به نیاز سرعت در نوشتن پدیدار گشت و با رها شدن قوس‌ها و سایش دندانه‌ها و اتصالات حروف و کلمات در خط نستعلیق به‌وجود آمد. این رهایی و روان شدن تا جایی رسید که پیوستگی‌های بی‌شماری را به‌دنبال داشت که همین امر موجب دشوار شدن خواندن آن شد.
ترکیب‌بندی و طراحی صفحه در خط شکسته از اهمیت بسیاری برخوردار است، چرا که خط شکسته به دلیل پیچش‌های بسیار در کلمه وسط، کلیات ترکیب آن نیز از فرم خاصی تبعیت می‌کند. قدما در ترکیب بندی از اقلام ریز و غالباً از یک قلم استفاده می‌کردند ولی شکسته نویسان امروزی ترکیبی از اقلام مختلف از غبار تا جلی و شش دانگ را در یک صفحه ترکیب می‌کنند. در این شیوه هر قطعه‌ای فرم و فضا و ترکیبی خاص خود را پیدا می‌کند و شاید عمده‌ترین تحولی که در خط امروز و در صفحه آرایی خط شکسته پدید آمده، همین تنوع و تازگی است.

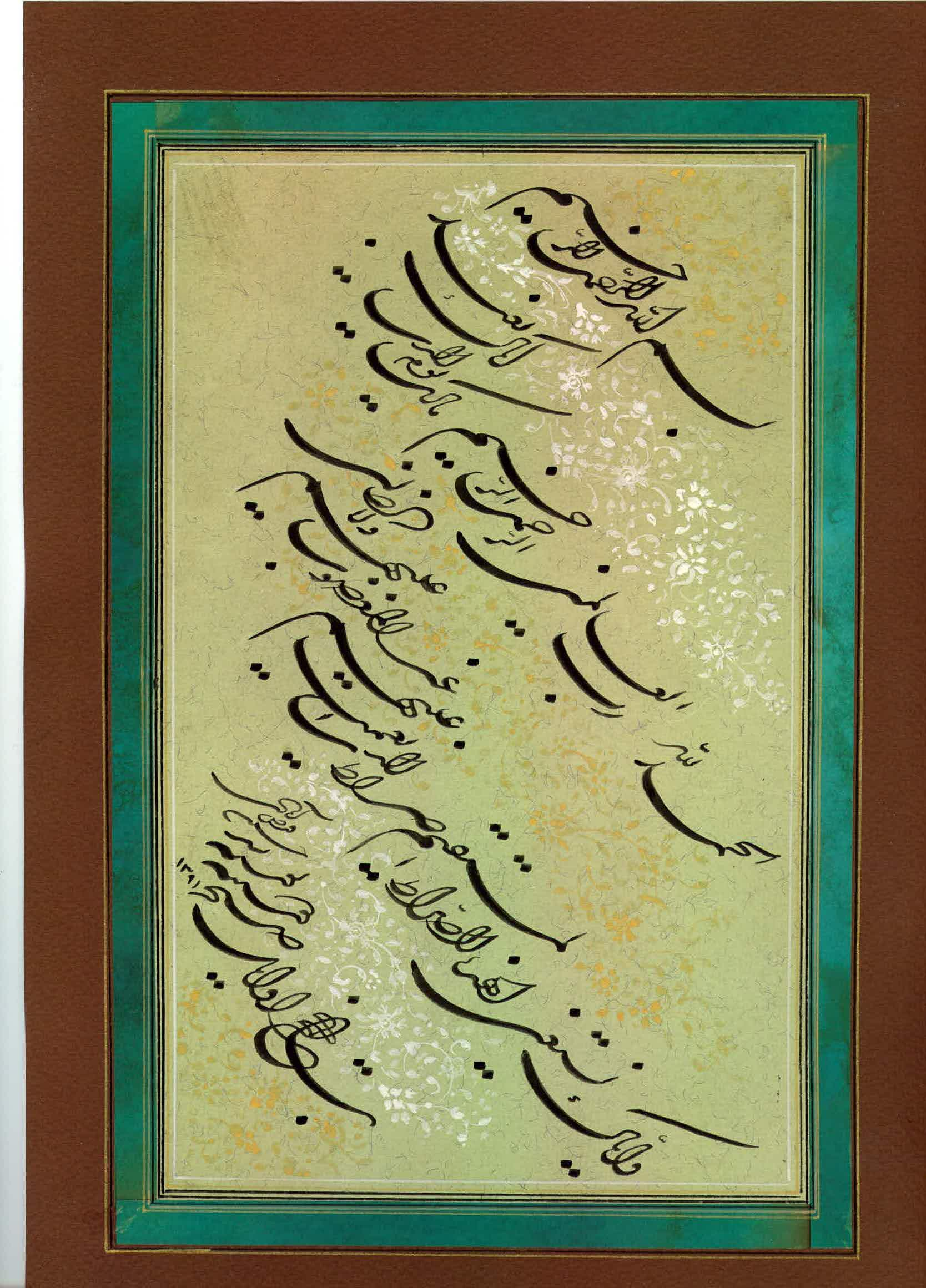
اثری از استاد حسین فیض‌آبادی از مجموعه سوره حمد